# Галилей Симеонов
Галилей Дамянов Симеонов, преименувал се официално на Никола Дамянов Цветин, е известен български художник (график) и учен. Наричан е последния жив класик в националното графично изкуство.

## Биография
Роден е в Сръбляница (днес квартал на Гаврил Геново, община Георги Дамяново, област Монтана) на 22 юни 1929 г. След размирици с турците неговият род бяга от с. Долни Лом, Белоградчишко и се заселва в тогавашното село Сръбляница (после Илица, сега Гаврил Геново) през 1796 г.
Завършва гимназия в Берковица и после Висшия институт за изобразително изкуство „Николай Павлович“ (дн. Национална художествена академия) в София със специалност „Илюстрация“ при проф. Илия Бешков през 1960 г. Съученик е с видния писател Йордан Радичков и състудент с прочутия художник Христо Явашев – Кристо.
Работи в областта на графиката. Участва в общи художествени изложби в страната и в представителни изложби на българското изкуство в чужбина. Член е на Съюза на българските художници. Творчески секретар е на Окръжната група на художниците в Михайловград (дн. Монтана) в периода 1968 – 1974 г. Дългогодишен преподавател е в Художествената академия (професор).
След пенсионирането си живее и твори в родното си село Гаврил Геново от 1990 г. Живее изключително скромно, няколко пъти картините му изгарят в пожар. До последните си дни рисува в родния си дом.
Автор е на някои от най-популярните портрети на Васил Левски. Пресъздава важни исторически събития и личности, красотата на природата, труда на хората на село.
Проф. Симеонов, по препоръка на своя любим учител проф. Илия Бешков, след много години официално сменя имената си на Никола Дамянов Цветин, като името на прадядо си по бащина линия Никола взема за лично име, а Цветин е фамилията.
Художникът почива в болницата „Св. Георги“ в Монтана на 1 ноември 2021 г. Новината съобщават негови близки и Слави Трифонов в профила си във „Фейсбук“.